# Bešeňov
Bešeňov (maďarsky Besenyő nebo Zsitvabesenyő) je obec na Slovensku v okrese Nové Zámky. Žije v něm přibližně 1 600 obyvatel. Ve vsi stojí římskokatolický barokní kostel Narození Panny Marie z roku 1745.

## Historie
Bešeňov je archeologická lokalita. Obec byla osídlena již v neolitu. Na jejím území je archeologicky doloženo sídliště s keramikou želiezovského typu, sídliště a pohřebiště s kanelovanou keramikou, sídliště a kosterní pohřebiště ze starší doby bronzové, sídliště halštatské a laténské s hromadným nálezem železných výrobků hospodářského charakteru, římsko-barbarské sídliště a žárové pohřebiště, kosterní pohřebiště z doby stěhování národů, slovanské pohřebiště (birituální s keramikou pražského typu z doby velkomoravské a kosterní z 12. století) a slovanská osada z 9.–10. století.
Území královských takzvaných dvorníků je písemně doloženo z roku 1075 jako Villa Hudwordiensium Bissenorum, později jako Bescene (1209), Beseneu (1214), Besseneu (1262), Bessenow (1773), Bešeňov (1920), maďarsky Besenyö, Zsitvabesenyö. V roce 1075 získalo část vsi opatství v Hronském Beňadiku. V roce 1330 pronajal opat část pozemků jeleneckému panství. Roku 1395 pak přešla celá vesnice do majetku opatství a po jeho zániku v roce 1565 do vlastnictví ostřihomské kapituly. V roce 1608 byla poplatná Turkům. V roce 1601 zde bylo sedmnáct domů, v roce 1720 měla obec 34 poplatníků a v roce 1828 čítala 143 domů s 1005 obyvateli.
Zdejší obyvatelé se zabývali zemědělstvím. V roce 1907 bylo založeno potravní družstvo. V období první republiky zde byl významný chov koní. Ve dvacátých letech 20. století a v roce 1932 zde stávkovali zemědělští dělníci. Na základě první vídeňské arbitráže byl Bešeňov v letech 1938–1945 připojen k Maďarskému království.
Zdejší jednotné zemědělské družstvo založené v roce 1950 se specializovalo na pěstování zeleniny.

## Přírodní poměry
Bešeňov leží v Podunajské nížině na levém břehu Žitavy. Střed obce leží v nadmořské výšce 121 m, katastrální území pak v rozmezí 118–167 m. Odlesněné rovinné katastrální území zabírá na západě nivu řeky Žitavy, nízký val mezi řekami Nitrou a Žitavou a na východě spraší pokryté vyšší terasy západního okraje Pohronské pahorkatiny. Má lužní nivní a černozemní půdy. Do správního území obce zasahuje část přírodní památky Potok Chrenovka.

## Obyvatelstvo
Etnické složení obyvatelstva (2001)
- Maďaři: 80,09 %
- Slováci: 19,56 %
- Češi: 0,23 %
- ostatní: 0,12 %

Náboženské složení obyvatelstva (2001)
- římští katolíci: 97,5 %
- protestanti (reformování): 1,22 %
- ostatní: 0,7 %
- bez vyznání: 0,58 %

## Pamětihodnosti
Ve středu obce stojí římskokatolický farní kostel narození Panny Marie. Byl postaven v roce 1745 v barokním stylu, v roce 1809 byl klasicistně přestavěn. Jednolodní prostor s polygonálně ukončenou svatyní, zaklenutou valenou klenbou s úsečemi a jedním polem křížové klenby. Loď má křížovou klenbu, na níž je štukový geometrický obrazec. Přízemí vestavěné věže je zaklenuto valenou klenbou. Exteriér budovy zdobí pilastrové členění. Od roku 1985 má kostel na věži nový kříž, který byl v roce 1989 pozlacen. V letech 2000–2003 proběhla celková rekonstrukce kostela.